# Unitarismo
El unitarismo es una corriente teológica de un sector del cristianismo protestante que cree en un Dios unipersonal y sostiene que Jesucristo no es el mismo Dios. El Unitarismo es estrictamente monoteísta y cree que existe solo un único Dios, Dios Padre o Yahveh, conformado por una sola entidad.
El unitarismo se formó para restaurar el "cristianismo primitivo antes de [lo que los unitarios veían como] corrupciones posteriores que se establecían". Los unitarios rechazan generalmente la doctrina del pecado original.La feligresía del unitarismo puede incluir denominaciones liberales o denominaciones cristianas unitarias que son más conservadoras, estos últimos conocidos como unitarios bíblicos.
El movimiento es próximo a la reforma radical, comenzando casi simultáneamente entre los protestantesHermanos polacos en la Mancomunidad de Polonia-Lituania y en Transilvania a mediados del siglo XVI; la denominación cristiana que surgió se conoce como la Iglesia Unitaria de Transilvania. Entre los adherentes había un número significativo de italianos que se habían refugiado en Polonia. En el siglo XVII, la represión significativa en Polonia llevó a que huyeran muchos unitarios o que fueran asesinados por su fe, en particular Katarzyna Weiglowa. Desde los siglos XVI al XVIII, los unitarios en Gran Bretaña sufrieron a menudo una persecución política significativa, tales como John Biddle, Mary Wollstonecraft y Theophilus Lindsey. En Inglaterra, la primera Iglesia Unitaria se estableció en 1774 en Essex Street, Londres, donde todavía se encuentra la sede actual de la Asamblea General de Iglesias Unitarias y Cristianas Libres.
Como es típico de los disidentes, el unitarismo no constituye una sola denominación cristiana; más bien, se refiere a una colección de grupos cristianos existentes y extintos (ya sea históricamente relacionados entre sí o no) que comparten un concepto teológico común de la naturaleza unitaria de Dios. Se han desarrollado comunidades unitarias en el Reino Unido, Irlanda, Sudáfrica, Europa Central, India, Canadá, Estados Unidos, Jamaica, Nigeria y Japón.
En los Estados Unidos, diferentes escuelas de teología unitaria se extendieron por primera vez en Nueva Inglaterra y los estados del Atlántico medio. La primera aceptación oficial de la fe Unitaria por parte de una congregación en América fue la King's Chapel en Boston, desde donde James Freeman James Freeman (clérigo) comenzó a enseñar la doctrina Unitaria en 1784 y fue nombrado rector. Más tarde, en 1786, revisó el Libro de Oración Común de acuerdo con las doctrinas unitarias.

## Historia
Las ideas del unitarismo se comprendían durante los primeros años del cristianismo en lo que el cristianismo católico llamó herejía arriana o arrianismo, por el nombre de su principal defensor, Arrio. Pero el Unitarismo moderno se fijó con la Reforma protestante: en España, Miguel Servet (1509-1553) criticó el dogma de la Santísima Trinidad en De los errores acerca de la Trinidad, pero la difusión de sus ideas se frenó por su ejecución a manos de Juan Calvino; en Transilvania existió desde la década de 1560 cuando era acaudillado por Férenc David (1510-1579). En Polonia, el unitarismo floreció durante cien años como la Iglesia Reformada Menor, hasta que la persecución de 1660 forzó a sus seguidores al exilio. La figura clave en el movimiento polaco fue el italiano Fausto Socino (1539-1604) y a su movimiento se le llamó Socinianismo. Unitarios aislados vivían en Inglaterra hacia 1600, sobre todo John Biddle, y luego en el siglo XVIII, pero siempre siendo considerados disidentes de la Iglesia de Inglaterra.
En el último cuarto del siglo XVIII el movimiento lo encabezó y dirigió la Iglesia de Essex fundada por Theophilus Lindsey en Londres (1774), siendo seguido también por el importante científico Joseph Priestley. En Estados Unidos, William Ellery Channing llegó a formar una influyente congregación de ideas semejantes en Boston, ciudad que llegó a constituirse prácticamente en la capital del unitarismo en América; y a ambos lados del Atlántico, las congregaciones unitarias se organizaron como denominaciones independientes en 1825. En sus últimos años, el escritor español José María Blanco White se hizo unitarista.
Posteriormente, el Unitarismo histórico se fusionó con la iglesia del unitarismo universalista en 1995, constituyéndose el Consejo Internacional de Unitarios y Universalistas (ICUU) para coordinar las diversas Iglesias y asociaciones Unitarias y Universalistas del mundo.

## Creencias

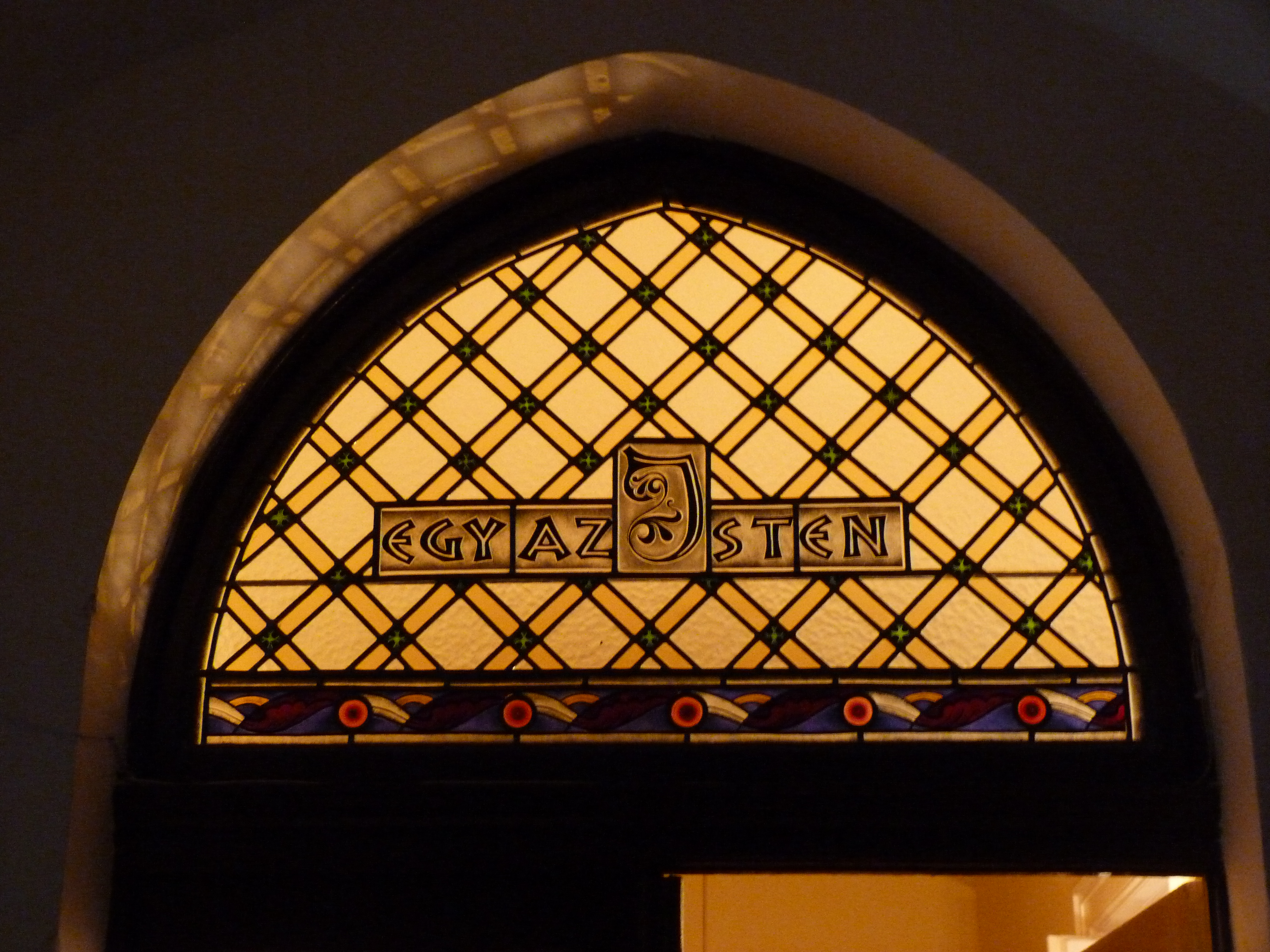
"Dios es uno" (Egy az Isten) ventana de vidrio coloreado de una iglesia unitaria en Budapest, Hungría.

### Cristología
Los unitarios creen que la corriente principal del cristianismo (Niceno) no se adhiere al estricto monoteísmo, pero, por el contrario, los unitarios sí lo hacen, al mantener que Jesús fue un gran hombre y un profeta de Dios, tal vez incluso un ser sobrenatural, pero no Dios mismo. Ellos creen que Jesús no afirmaba ser Dios y que sus enseñanzas no sugirieron la existencia de un Dios trino.
La cristología unitaria se puede dividir según se crea o no que Jesús tuvo una existencia prehumana. Ambas formas sostienen que Dios es un ser y una "persona" y que Jesús es el (o un) Hijo de Dios, pero generalmente no Dios mismo.
A principios del siglo XIX, el unitario Robert Wallace identificó tres clases particulares de doctrinas unitarias en la historia:
- arriana, que creía en una preexistencia del Logos;
- sociniana, que negaba su preexistencia, pero acordó que Cristo debe ser adorado; y
- unitario estricto, que, creyendo en una "divinidad de Dios incomunicable", negaba el culto al "Cristo hombre".[16][17]

El unitarismo se considera un factor en el declive del deísmo clásico porque había personas que preferían cada vez más identificarse como unitarios en lugar de deístas.
Varios principios del unitarismo se superponen con la visión musulmana predominante de Jesús y la comprensión islámica del monoteísmo.

#### Cristología del "Socinianismo"

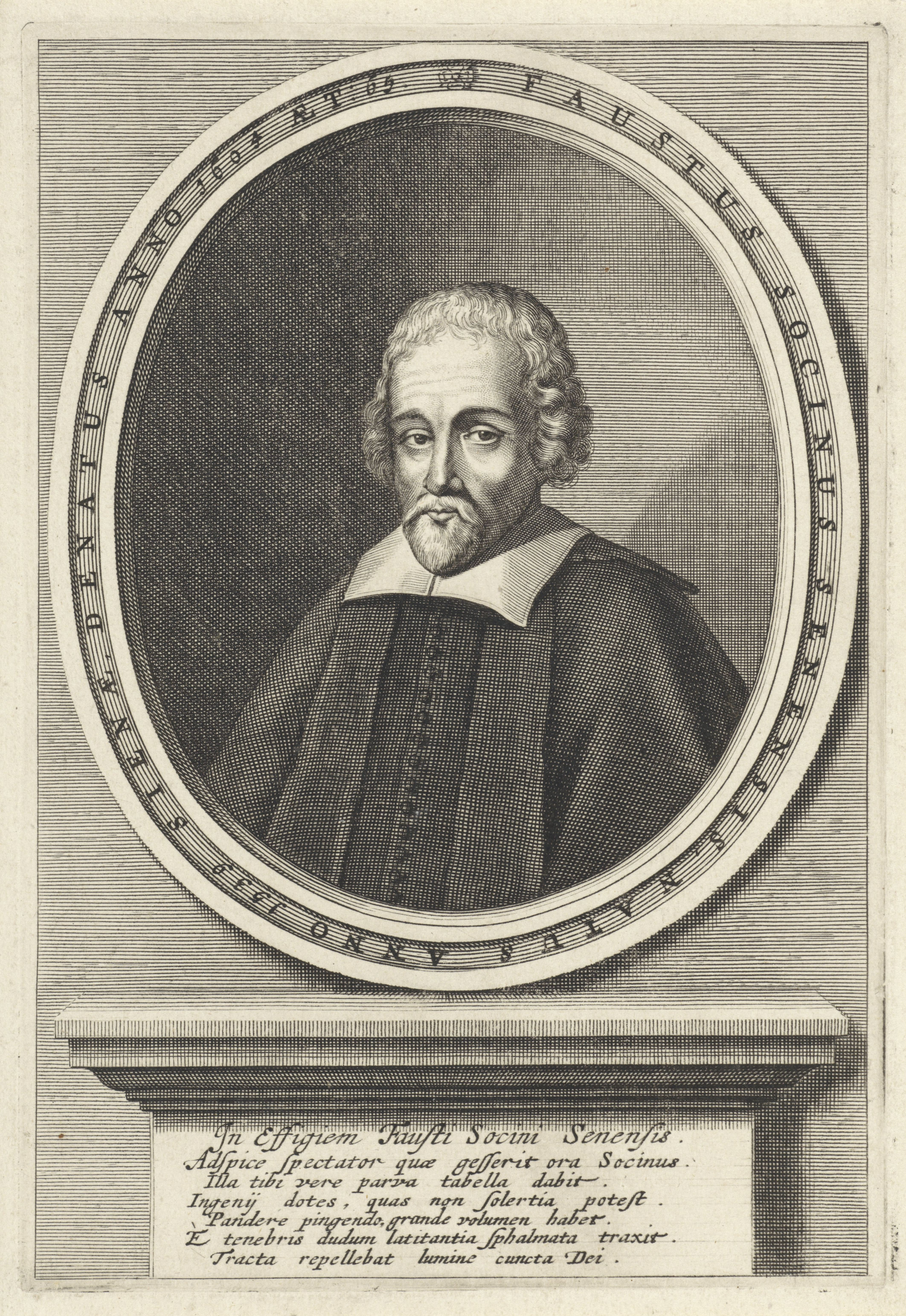
Fausto Sozzini fue un teólogo italiano que ayudó a definir el Unitarianismo y también prestó servicios en la iglesia de los Hermanos Polacos.

La cristología comúnmente llamada "sociniana" (en honor a Fausto Sozzini, uno de los fundadores de la teología unitaria) se refiere a la creencia de que Jesucristo comenzó su vida cuando nació como ser humano. En otras palabras, se rechaza la enseñanza de que Jesús preexistía en su cuerpo humano. Hay varios puntos de vista que van desde la creencia de que Jesús era simplemente un ser humano (psilantropismo) y que, debido a su grandeza, fue adoptado por Dios como su Hijo (adopcionismo), hasta la creencia de que Jesús se convirtió literalmente en el hijo de Dios cuando fue concebido por el Espíritu Santo.
Esta cristología existió de una forma u otra antes de Sozzini. Teódoto de Bizancio, Artemon y Pablo de Samosata negó la preexistencia de Cristo. Estas ideas fueron continuadas por Marcelo de Ancira y su alumno Fotino en el siglo IV d. C. En la Reforma radical y los movimientos Anabaptistas del siglo XVI esta idea resurgió con el tío de Sozzini, Lelio Sozzini. Habiendo influenciado a los Hermanos Polacos a una declaración formal de esta creencia en el Catecismo Racoviano, Fausto Sozzini involuntariamente terminó dando su nombre a esta posición cristológica., que continuó con los Unitaristas ingleses tales como John Biddle, Thomas Belsham, Theophilus Lindsey, Joseph Priestley, y James Martineau. En Estados Unidos, la mayoría de los unitarios tempranos eran "arrianos" en cristología (ver más abajo), pero entre los que tenían un punto de vista "sociniano" estaba James Freeman.
En cuanto al nacimiento virginal de Jesús, entre los que negaban la preexistencia de Cristo, unos se aferraban a este concepto y otros no. Su negación se atribuye a veces a los ebionitas; sin embargo, Orígenes (Contra Celsum v.61) y Eusebio (HE iii.27) indican que algunos ebionitas aceptaron el nacimiento virginal. Por otro lado, Teodoto de Bizancio, Artemón y Pablo de Samosata aceptaron el nacimiento virginal.En los primeros días del unitarismo, la mayoría aceptaba las historias del nacimiento virginal. Hubo varios unitarios que cuestionaron la precisión histórica de la Biblia, incluidos Symon Budny, Jacob Paleologus, Thomas Belsham y Richard Wright, y esto les hizo cuestionar la historia del nacimiento virginal. Comenzando en Inglaterra y Estados Unidos en la década de 1830, y manifestándose principalmente en el unitarismo trascendentalista, que surgió de la teología liberal alemana asociada principalmente con Friedrich Schleiermacher, la visión psilantropista aumentó en popularidad. Sus defensores adoptaron un enfoque intelectual y humanista de la religión. Adoptaron conceptos evolutivos, afirmaron la "bondad inherente del hombre" y abandonaron la doctrina de la infalibilidad bíblica, rechazando la mayoría de los eventos milagrosos en la Biblia (incluido el nacimiento virginal). Ejemplos notables son James Martineau, Theodore Parker, Ralph Waldo Emerson y Frederic Henry Hedge. El famoso unitario estadounidense William Ellery Channing fue un creyente en el nacimiento virginal hasta más tarde en su vida, después de haber comenzado su asociación con los trascendentalistas.

#### Cristología arriana

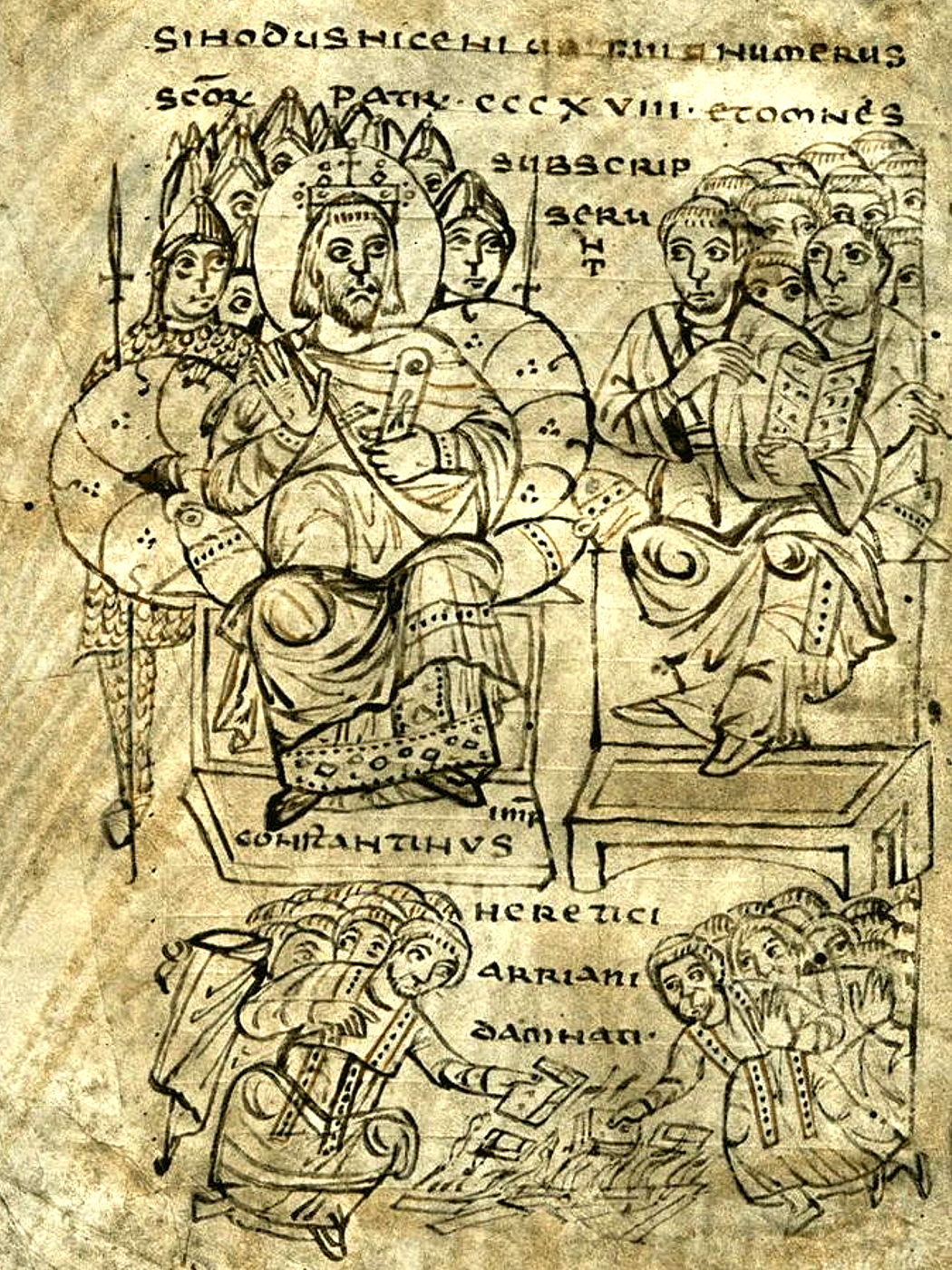
Constantino I quemando libros arrianos, ilustración de un libro de derecho canónico, c. 825

La cristología arriana sostiene que Jesús, antes de su vida humana, existía como el Logos, o el Verbo, un ser creado por Dios, que habitaba con Dios en el cielo. Hay muchas variedades de esta forma de unitarismo, que van desde la creencia de que el Hijo era un espíritu divino de la misma naturaleza que Dios antes de venir a la tierra, hasta la creencia de que era un ángel u otra criatura espiritual menor de una naturaleza completamente diferente de Dios. No todos estos puntos de vista necesariamente fueron sostenidos por Arrio, el homónimo de esta cristología. Sigue siendo no trinitario porque, según este sistema de creencias, Jesús siempre ha estado por debajo de Dios, aunque por encima de los humanos. La cristología arriana no era una opinión mayoritaria entre los unitarios de Polonia, Transilvania o Inglaterra. Fue solo con el advenimiento del unitarismo estadounidense que ganó un punto de apoyo en el movimiento unitario.
Entre los primeros teólogos cristianos que creían en un Jesús preexistente que estaba subordinado a Dios Padre estaban Luciano de Antioquía, Eusebio de Cesarea, Arrio, Eusebio de Nicomedia, Asterio el Sofista, Eunomio y Ulfilas, así como también Félix, obispo de Urgel. Los defensores de esta cristología también la asocian (más controvertidamente) con Justino Mártir e Hipólito de Roma. El antitrinitario Miguel Servet no negó la preexistencia de Cristo, por lo que pudo haber creído en ello. (En su "Tratado sobre la Trinidad Divina" Servet enseñó que el Logos (Palabra) era el reflejo de Cristo, y "ese reflejo de Cristo era 'la Palabra con Dios" que consistía en Dios mismo, brillando intensamente en el cielo, "y era Dios mismo” y que “el Verbo era la esencia misma de Dios o la manifestación de la esencia de Dios, y no había en Dios otra sustancia o hipóstasis que su Palabra, en una nube luminosa donde entonces parecía subsistir Dios. Y en ese mismo lugar el rostro y la personalidad de Cristo resplandecían".) Isaac Newton también tenía creencias arrianas. Famosos unitaristas arrianos del siglo XIX son Andrews Norton y el Dr. William Ellery Channing (en sus años de juventud).

### Otras creencias
Aunque no existe una autoridad específica sobre las convicciones de la creencia unitaria aparte del rechazo de la Trinidad, generalmente se aceptan las siguientes creencias:
- Un Dios y la unicidad o unidad de Dios.
- La vida y las enseñanzas de Jesucristo constituyen el modelo ejemplar para vivir la propia vida.
- La razón, el pensamiento racional, la ciencia y la filosofía coexisten con la fe en Dios.
- Los seres humanos tienen la capacidad de ejercer el libre albedrío de manera responsable, constructiva y ética con la ayuda de la religión.
- La naturaleza humana en su condición actual no es inherentemente corrupta ni depravada (ver Pecado original), pero es capaz tanto del bien como del mal, como Dios quiso.
- Ninguna religión puede reclamar un monopolio absoluto sobre el Espíritu Santo o la verdad teológica.
- Aunque los autores de la Biblia fueron inspirados por Dios, eran humanos y, por lo tanto, estaban sujetos al error humano.
- Las doctrinas tradicionales de predestinación, condenación eterna, y el sacrificio vicario y las teorías de satisfacción de la Expiación son inválidas porque difaman el carácter de Dios y velan la verdadera naturaleza y misión de Jesucristo.[49]

En 1938, El líder cristiano atribuyó la religión de Jesús, no una religión sobre Jesús" a los unitarios., aunque la frase fue utilizada anteriormente por el Congregacionalista Rollin Lynde Hartt en 1924.

## Relación con otras iglesias
La iglesia católica y ortodoxa rechazan el unitarismo por considerar su doctrina igual a la de Arrio, condenado por herejía en el concilio de Nicea, por no creer en la divinidad de Jesús.
La iglesia protestante (evangélica) rechaza desde sus inicios al movimiento, ya que de la misma forma que las otras iglesias nicenas aceptan el concilio de Nicea, muchas iglesias se han negado rotundamente a reconocer a los unitarios como protestantes puesto que nunca estuvieron unidos a la iglesia protestante a pesar de que tengan costumbres similares, el 1.º de marzo de 2006 el obispo evangélico de la catedral de Chester en Inglaterra rechazó rotundamente el aceptar a unitarios en la catedral por considerarlos una religión herética.